# 2017-es stockholmi terrortámadás
A 2017-es stockholmi terrortámadás helyi idő szerint 2017. április 7-én, 14 óra 50 perckor történt a svéd főváros Stockholm Drottninggatan sétálóutcájában. A terrortámadás során a terrorista a tömegbe hajtott és az egyik boltba ütközött a Spendrups sörfőzdétől ellopott teherautóval. A terrortámadásban négy ember halt meg. A rendőrök egy 39 éves üzbég származású férfit vettek őrizetbe.